# بانشو كارتر
بانشو كارتر (بالإنجليزية: Pancho Carter)‏ مواليد 11 يونيو 1950 في ويسكونسن، الولايات المتحدة، هو سائق فورملا 1 أمريكي سابق.

## سباقات شارك فيها
- البطولة الأمريكية لسباق السيارات

## روابط خارجية
- بانشو كارتر على موقع Racing-Reference.info (الإنجليزية)
- بانشو كارتر على موقع DriverDB.com (الإنجليزية)